# Stefan Postma
‎
Stefan Postma, nizozemski nogometaš, * 10. junij 1976, Utrecht, Nizozemska.
Postma je nekdanji nogometni vratar.